# ایسترن ایر لاینز (۲۰۱۵)
ایسترن ایر لاینز (به انگلیسی: Eastern Air Lines (2015)) یک شرکت هواپیمایی با کد یاتا EA است که در تاریخ ۲۰۱۱ میلادی تأسیس شده و در تاریخ ۲۸ مه ۲۰۱۵ فعالیتش را آغاز کرده‌است.
دفتر مرکزی ایسترن ایر لاینز در شهرستان میامی-دید، فلوریدا، ایالات متحده آمریکا واقع شده‌است و قطب این شرکت هواپیمایی در فرودگاه بین‌المللی میامی قرار دارد و به ۳ مقصد، پرواز مستقیم انجام می‌دهد.